# Panzer IV
Panzer IV er en kampvogn, der blev udviklet i begyndelsen af 1930'erne i Tyskland og anvendt i udstrakt grad under 2. verdenskrig. Den officielle tyske betegnelse var Panzerkampfwagen IV (forkortet PzKpfw IV).
Kampvognen var oprindelig designet som en infanteristøttetank og skulle være i en blandet enhed med Panzer III, som var tiltænkt rollen som hovedvåben mod fjendtligt panser, hvor Panzer IV skulle støtte infanteri med indirekte ild med hovedsageligt sprænggranater med bløde mål. Som våbenkapløbet skred frem blev både Panzer III og IV opgraderet med stadig større og større kanoner. Panzer III løb først ind i designets tekniske begrænsning og måtte opgives som hovedkampvogn og Panzer IV overtog rollen, mens Panzer III enten blev anvendt som infanteristøtte eller bygget om til andre opgaver. Panzer IV var den mest almindelige tyske kampvogn i 2. verdenskrig, og kampvognens chassis blev brugt som grundlag for mange andre kampkøretøjer, såsom panserjagere og selvkørende antiluftskyts. Panzer IV var allerede i 1943 forældet som førsteklasses frontlinjekampvogn og skulle erstattes af Panther (PzKpfw V) men grundet stigende behov efter kampvogne og bombning af fabrikkerne, kom produktionen af Panther aldrig højt nok op til helt at kunne afløse Panzer IV-produktionen. Panzer IV blev derfor arbejdshesten og den mest almindelige i de tyske panserstyrker. Den blev indsat på alle krigsskuepladser i hele krigen. Designet blev opdateret flere gange for at kunne modstå nye trusler fra fjendens styrker. Panzer IV har den udmærkelse at være den eneste tyske kampvogn, som forblev i produktion under hele 2. verdenskrig, og der blev bygget over 8.553 fra 1937 til 1945.

## Historie
Ud fra specifikationer, som var blevet fastlagt af Heinz Guderian, lagde den tyske hærs våbenafdeling den 11. januar 1934 planerne for en mellemvægtskampvogn der højest måtte veje 24 tons og have en tophastighed på 35 km/t. Dens formål var at give støtte til egne kampvogne ved at bruge en lav-hastigheds, storkalibret kanon der skød højeksplosive granater. Den var ikke i første række tænkt til at bekæmpe fjendtlige kampvogne.
Krupp, Rheinmetall og MAN fremstillede alle prototyper, som blev afprøvet i 1935. På baggrund af disse afprøvninger blev Krupps design udvalgt til produktion i fuldt omfang. Den første Panzer IV version A rullede af samlebåndet i oktober 1937, og der blev fremstillet 35 i løbet af de næste 6 måneder.
Panzer IV var oprindelig tænkt til primært at tage sig af panserværnskanoner, infanteri og befæstninger, mens Panzer III tog sig af fjendens panser. På den baggrund var den udstyret med den korte 75 mm KwK 37 L/24 kanon, som var effektiv mod bløde mål og mod mange af de lette kampvogne, som var almindelige dengang. Den var derimod ikke god til at skyde gennem panser. Med en Panzergranate 39 var mundingshastigheden 430 m/s og kunne gennemtrænge 40 mm a 30° stålplade på 700 meters afstand. Sammenlignet hermed havde 75 mm KwK 40 L/48 kanonen et 3,6 meter langt kanonløb og en mundingshastighed på 790 m/s. For dybere at forstå de tekniske valg man endte op med på tyskernes side må man altid huske at inddrage at industrien faktisk ikke var i stand til at leverer det hæren ønskede sig. Det tager tid at lave maskiner, der er egnede til at lave større og større kanoner og f.eks. skulle Pzkmpf. III allerede fra starten af havde været udstyret med en 60 mm kanon frem for den valgte 37 mm kanon. Industrien kunne dog ikke levere.
Under slaget om Frankrig kom Panzer IV i kamp med kampvogne. KwK 37 L/24 kanonen viste sig effektiv mod de franske Renault og Somua S35 tanks, men knap så effektiv mod Char B eller den britiske Matilda der havde 80 mm frontpanser. Denne svaghed blev bemærket igen i Afrika i 1941.
I marts 1941 blev en prototype Panzer IV version D udstyret med en Krupp 50 mm KwK 39 L/60, som var effektiv mod de fleste daværende typer kampvogne. Denne prototype blev ikke sat i produktion. Krupp havde allerede lavet en 75 mm L/40 som havde 175 % bedre gennemtrængning end KwK 37 L/24. Fordi Waffenamt ikke kunne lide at kanonen stak frem foran køretøjet blev denne kanon forkortet, og således opstod 75 mm KwK L/34.5. Den blev placeret i en enkelt prototype i december, men havde en mindre gennemtrængningsevne og da det ikke lykkedes at fremstille den lovede underkaliberammunition blev der heller ikke bygget nogle produktionsmodeller af denne udgave.
I juni 1941 under Operation Barbarossa, angrebet på Sovjetunionen, stødte de tyske tanks på værdige sovjetiske modstandere. KV-1 kampvognen havde panser på 100 mm eller mere, og det skrånende panser på T-34-kampvognene var særdeles modstandsdygtige overfor tysk ild. Den Panzerkommission som blev sendt af sted for at undersøge problemet førte til specifikationen af Panzer V Panther; den foreslog også ny affjedring, tykkere panser og en mere kraftig kanon til Panzer III og IV. I november 1941 blev der bestilt en 75 mm-kanon, som kunne matche Rheinmetalls PaK 40 L/46 (80 mm gennemtrængning i op til 1.000 m afstand med en standard 6,8 kg Panzergranate 39) til Panzer IV fra Krupp – og de første eksemplarer skulle produceres i marts 1942.
Det riflede løb var identisk med Rheinmetall-kanonen på 2,47 m men havde både brug for en kortere rekyl og en kortere granat for at kunne passes ind og bruges i kanontårnet på Panzer IV. Dette lod sig gøre ved at gøre granaterne bredere i bunden, og den resulterende KwK 40 L/43 blev resultatet. De første kanoner blev installeret i marts, om end det kun blev til 18 eksemplarer.
Panzer IV med den nye kanon behøvedes så hurtigt som muligt, så i stedet for at vente på at produktionen af den nye version G skulle starte i efteråret 1942 blev det bestemt at produktionen skulle startes straks indenfor version F-kontrakten. Der blev således to F-versioner: F1 med den korte kanon og F2 med den lange. F2 blev senere omdøbt til G og produktionen fortsatte med nogle mindre forbedringer.
Der gik ikke længe før KwK 40 L/43 blev afløst af en ny kanon. I marts 1943 kom en ny version med et 48 kaliber kanonrør, som blev installeret i nye modeller, 75 mm KwK 40 L/48. Ældre modeller af Panzer IV blev ofte opgraderet for at blive mere effektive på slagmarken. Fra 1943 blev overlevende Panzer IV af version E og F tilføjet mere panser og 75 mm KwK 40 L/48 kanonen.
Disse opgraderinger tillod Panzer IV at holde trit med de allieredes kampvogne, såsom M4 Sherman og T-34. Produktionen fortsatte og blev forøget selv da de mere effektive Panther-tanks kom i brug, fordi Panzer IV var billigere at fremstille og mere driftssikker. Da konstruktionen allerede var i brug og testet på slagmarken kunne den opgraderes og problemer løses, mens Panther var en forholdsvis ny model.
En bivirkning ved kanonstørrelseskapløbet var at affjedringen og hjulophænget på det forreste hjulsæt var konstant overbelastet, dels pga. kanonen nu stak ud foran kampvognen, hvad man jo tidligere havde indset ville overbelaste vognen og dels fordi pansertykkelsen også var forøget. Det betød at kampvognen mere eller mindre "sejlede" rundt og besværliggjorde endnu mere observation og egensikring mens vognen kørte. Kampvognens tekniske begrænsning var åbenlyst belastet til det yderste, men Pantheren lod vente på sig i tilstrækkeligt antal.
Den sidste model J var et udtryk for at det tyske militær nu var overbelastet og alle kampvogne måtte haste fra krise til krise over stadigvæk længere og længere afstande grundet manglen på panserforsvar. Det betød at man havde droppet motoren til tårnet og installeret endnu en brændstoftank for at forøge aktionsradius. Tårndrejning blev naturligvis langsommere men var et acceptabelt kompromis i forhold til forøget aktionsradius og igen blot et tegn på at den tyske hær var i defensiven i statiske positioner, hvor drejning af tårnet var mindre væsentligt end ved angreb.
Et mindre antal af Panzer IV blev leveret af Tyskland til dets allierede. Ungarn modtog 10 og Rumænien 11 i september 1942. Italien og Tyrkiet 15 i maj 1943. Spanien fik 20 i november 1943. Fra februar 1943 til august 1944 fik Bulgarien i alt 91 eksemplarer, tilstrækkeligt til at udstyre en hel bataljon og brugte dem mod tyskerne i slutningen af 1944. I efteråret 1944 fik Kroatien 10 Panzer IV i version F og 5 i version G fra Tyskland. Rumænien fik yderligere 127 Panzer IV i samme periode som Bulgarien. I de sidste måneder af 1943 blev yderligere 52 sendt til Ungarn.
Finland købte 22 Panzer IV version J, hvoraf 15 nåede frem, alt for sent til at kæmpe mod Sovjetunionen i fortsættelseskrigen (1941-44] eller mod tyske tropper i den følgende Laplandskrig (1944-45). De blev brugt som træningskøretøjer indtil 1962.
I 1950'erne og 1960'erne købte Syrien adskillige dusin Panzer IV fra Sovjetunionen, Frankrig, Tjekkoslovakiet og Spanien og brugte dem i 1965 i konflikten om vand fra Jordanfloden samt i Seksdageskrigen (1967).

### Produktion
Der var tre firmaer, som samlede Panzer IV: Krupp (Magdeburg), Vomag (Plauen) og Nibelungenwerk (St. Valentin). Tårne og pansrede chassiser blev leveret til samlefabrikkerne fra Krupp (Essen), Eisenwerke Oberdonau (Linz) og Boehler (Kapfenberg). Motorerne kom fra Maybach i Friedrichshafen, men blev også samlet af MAN AG, MBA og Nordbau. Gearkasser blev bygget af tre ZF fabrikker (Zahnradfabrik Friedrichshafen). Kanonen blev stort set fremstillet af Krupp, men ti andre firmaer var involveret i forskellige dele i den samlede kanonenhed.
I 1941 lå den månedlige produktion på 39 stk. i gennemsnit. Det voksede til 83 i 1942, men det var først i 1943 at der kom styr på produktionen. I det år lå produktionen på gennemsnitlig 252 pr. måned. Produktionen toppede med 300 om måneden i midten af 1944. Krupp stoppede fremstillingen af Panzer IV i december 1943 og Vomag i begyndelsen af 1944, hvilket lod blot Nibelungenwerk tilbage. Det var først i slutningen af 1944 at produktionen begyndte at blive afbrudt. Nibelungenwerk blev kraftigt beskadiget ved bombning i oktober 1944 og det var ved at blive småt med stål. Produktionen faldt til 170 i januar 1945 og i marts-april 1945 var den samlede produktion på omkring 100.

## Panser
Panzer IV version A havde 30 mm let kurvet (10-25°) homogent stålpanser på fronten af tårn og chassis. På siderne af tårnet og chassiset var der 15 mm. På oversiden og bugen havde den 10 mm. Det blev anset for tilstrækkeligt på det tidspunkt, hvor der kun var få tanks med kanoner, og Panzer III var til rådighed til at tage sig af modstandernes kampvogne.
I praksis kom Panzer IV ofte til at møde fjendtlige tanks og panserværnskanoner. Panseret blev opgraderet til 30 mm på fronten af chassiset i version B, 50 mm i version E og 50+30 mm i version G, mens panseret på sider og bag på samtidig blev opgraderet. Fra juni 1943 blev alle nye Panzer IV i version H og senere fremstillet med 80 mm panser på fronten i stedet for at få ekstra plader tilføjet, mens panseret på tårnet forblev på 50 mm.
Der var behov for tykkere panser, men chassiset havde nået sin tekniske begrænsning og kunne ikke bære mere vægt. Forreste hjulsæt havde konstant sin affjedring presset i bund, der gav en "sejlende" kørsel. Kanonen, der nu var forlænget ud over køretøjets længde, bidrog til problemet.
Mange Panzer IV fik tilføjet panserskørter (Schürzen) eller ekstra lag panser. Denne var en nødløsning da panseret ikke længere kunne blive tykkere og var især effektiv mod hulladningsgranater og "elefantbøsser" som russerne brugte flittigt. Fra slutningen af 1943 til september 1944 blev der påsmurt en antimagnetisk pasta Zimmerit på pansringen. Dette forebyggede udmærket påsætning af magnetiske håndbårne panserminer. Uantastet det faktum at tyskerne var de eneste der brugte magnetiske panserminer.

## Bevæbning
Tidlige modeller (version A til F) var udstyret med en kort (og dermed med lav mundingshastighed) 7,5 cm KwK 37 L/24 kanon, som skød højeksplosive granater. Efter at tyskerne var stødt på tanks som den sovjetiske KV-1 blev Panzer IV version F2 og G udstyret med 7,5 cm KwK 40 L/43 højhastigheds kanon. Sene Panzer IV G modeller og alle senere Panzer IV var udstyret med den længere 7,5 cm KwK 40 L/48 kanon. Kanonen kunne manuelt hæves og sænkes fra -10° til +20°, og tårnet kunne drejes elektrisk eller manuelt. Skytten sigtede gennem et forstørrende teleskop med en begrænset 25° synsvinkel og 2,5x forstørrelse. Den tyske hær anså kanonen for at være effektiv på afstande indtil 1000 meter og regnede med at 70 % af de først afgivne skud ramte på denne afstand og at 100 % var træffere på 500 meters afstand. Ved ekstreme afstande, 3000 meter, forventedes 4 % af skuddene at ramme. I kontrollerede forsøg ramte 17  % af skuddene deres mål på 3000 meters afstand mod 99 % på 1000 meter).
Alle versioner af Panzer IV havde et MG 34 monteret på tårnet. Ligeledes havde alle versioner undtagen B og C et andet MG 34 monteret i en kugleaffutage på fronten. De kunne skyde lige så langt som kanonen[kilde mangler], men kunne kun drejes 15°. Begge MG'er var beregnet til nærforsvar mod angribende infanteri.
Med KwK 40 L/43 og L/48 kunne kampvognen medbringe 87 granater. Standard Panzergranate 39 vejede 6,8 kg, havde en mundingshastighed på 750 – 790 m/s og kunne gennemtrænge 85 mm valset ensartet panserplade ved 60 graders vinkel fra vandret på 1000 meters afstand. Den særlige anti-tank Panzergranate 40 vejede 4,1 kg, havde en mundingshastighed på 930 m/s og kunne gennemtrænge 100 mm vinklet plade på 1000 m. I 1943 var den anbefalede fordeling af ammunition 50/50 mellem anti-tank og højeksplosive granater. Senere blev en kombineret hulladningsgranat, Gr.38 HL, tilgængelig. Den dyre Panzergranate 40 var nok sjælden, men tilgængelig i begrænsede mængder for Panzer IV.
Til de to maskingeværer blev der medbragt 3000 skud, fordelt i poser med 150 skud.

## Mobilitet
Panzer IV version A var udstyret med en 250 hk 12-cylindret Maybach HL 108 TR motor. Alle senere modeller blev udstyret med den pålidelige 300 hk 12-cylinder Maybach HL 120 TRM motor. Det viste sig, at motorerne ofte blev overophedede i troperne, så en modifikation med betegnelsen HL-120 TRM-T (tropische) tog ca. 10 hk fra motorydelsen for at give ekstra køling. Kraften blev fordelt gennem en 6 trins Zahnradfabrik Friedrichshafen SSG 76 gearkasse til drivhjulene foran. Bælterne var 380 mm brede i de tidlige versioner, hvilket gav et tryk mod overfladen på 0,89 kg/cm². Senere modeller blev udvidet til 400 mm og kunne udstyres med ekstra bæltetilføjelser kaldet Ostketten for at give bedre træk i mudder og sne.
Topfarten varierede alt efter gearkasse, panser og kanon. De tidlige modeller kunne nå op til 30 km/t på vej mens senere modeller nåede op på 40 km/t. Aktionsradius var 130 km i terræn og op til 210 km på vej. Version J havde en ekstra benzintank, så man nåede op på i alt 680 liters kapacitet, hvilket tilføjede 100 km til disse afstande. Kampvognen kunne krydse en 2,3 meter bred grav og forcere en 30° skråning.
Som alle øvrige tyske tanks i 2. verdenskrig havde Panzer IV en benzindrevet motor.
Alle modeller undtagen Ausf. J havde en totaktsmotor ved siden af hovedmotoren som var generator til tårnets elmotor. Den blev bortsparet for at give plads til en ekstra brændstoftank på Ausf. J grundet at tyske kampvogne blev mere og mere sjældne på østfronten, og derfor skulle kunne dække større og større områder.

## Versioner
Version forkortes på tysk "Ausf."
- Ausf. A (1937-1938, 35 produceret)
- Ausf. B (1938, 42 produceret): Tykkere frontpanser, større motor.
- Ausf. C (1938-1939, 138 produceret): Mindre forbedringer.
- Ausf. D (1939-1940, 229 produceret): Tykkere sidepanser. Første model til brug i kamp.
- Ausf. E (1940-1941, 223 produceret): Tykkere front og sidepanser.
- Ausf. F1 (1941-1942, 462 produceret): Forenklet konstruktion. 40cm bælter. Tykkere panser på tårn og sider. Døre i siden af tårnet ændret til todelt design.
- Ausf. F2 (1942, 175 produceret): Ny længere kanon.
- Ausf. G (1942-1943, 1.687 produceret): Modifikationer til vinterkamp. Nogle senere udstyret med skørter. Senere eksemplarer udstyret med ekstra påsvejset panser.
- Ausf. H (1943-1944, 3.774 produceret): Længere kanon. Tykkere panser på front. Radioantennen flyttet til bagenden. Vinkler tilføjet til bælter for bedre træk på is m.v.
- Ausf. J (1944-1945, 1.758 produceret): Motor til drejning af tårn erstattet af ekstra benzintank. Senere eksemplarer havde forenklede lyddæmpere og brugte 3 i stedet for 4 bælteruller. Meget sene version J brugte sideskørter af trådnet (Drahtgeflecht Schürzen) i stedet for massive metalplader for at spare materialer og reducere vægten.
- Tauchpanzer (1940, 42 konverteret): En undervandstank. Version D konverteret med henblik på Operation Søløve, invasionen af Storbritannien. Alle åbninger blev forseglet. Udstødninger blev udstyret med tilbageløbsventiler. Luft blev leveret via en fleksibel 18 meter slange, som blev holdt oven vande med en bøje. Maksimal sikker dybde var omkring 15 meter, højeste hastighed omkring 5 km/t. Nogle blev anvendt af det 18. panserregiment under overgangen af Bug floden i Operation Barbarossa i 1941.
- Panzerbefehlswagen IV (PzBefWg. IV) (1944, 97 konverteret): Version H konverteret til kommandokøretøjer og udstyret med en ekstra radio.
- Panzerbeobachtungwagen IV (PzBeogWg. IV) (1944-1945, 96 konverteret): Fortrinsvis version J modeller blev konverteret til køretøjer for fremskudte artilleriobservatører. Udstyret med ekstra radioer og yderligere periskop til venstre for kommandørens kuppel.

## Konstruktioner baseret på chassiset
- Sturmpanzer IV

Tung selvkørende kanon med 15 cm sIG 33 infanterikanon.
- Jagdpanzer IV

Panserjager med 7,5 cm L/48 (tidlig) and L/70 (senere) kanoner
- Sturmgeschütz IV

Selvkørende kanon baseret på version H/J chassis med en modificeret StuG III overdel.
- Möbelwagen

3,7 cm Selvkørende antiluftskyts-kanon i en åben overdel.
- Wirbelwind

4 x 20 mm selvkørende antiluftskyts-kanon i fuldt roterende åbent tårn.
- Ostwind

3,7 cm selvkørende antiluftskyts-kanon i et fuldt roterende åbent tårn.
- Kugelblitz

Dobbelt 3 cm selvkørende antiluftskyts kanon i et lukket kugletårn. Meget begrænset antal.
- 10,5 cm K18 auf Panzer Selbstfahrlafette IVa, med øgenavnet Dicker Max

Selvkørende kanon/panserjager. K18 10,5 cm kanon på Pzkpw IV-A chassis. De to prototyper gjorde tjeneste på Østfronten i 1942.
- 10.5 cm leFH 18/1 (Sf) auf Geschützwagen IVb (SdKfz 165/1)

(1942): 10,5 cm selvkørende haubits. Haubitsen var monteret i et åbent tårn med 70° frigang til hver side på et forkortet Panzer IV chassis. Otte prototyper blev fremstillet af Krupp i november 1942 og sendt til Østfronten til afprøvning.
- 10.5 cm leFH 18/1 L/28 auf Waffenträger GW IVb

Tildelt øgenavnet Heuschrecke (græshoppe) (1943, tre prototyper bygget): 105 mm selvkørende haubits. Haubitsen var monteret i et tårn med fuldt travers på et lidt forlænget Panzer IV chassis. Tårnet kunne fjernes ved hjælp af en løftekran og placeret på et betonfundament eller på et understel med hjul mens køretøjet selv fungerede som ammunitionstransport.
- Brückenlegepanzer IV / Brückenleger IV

Brolægger baseret på version C/D. En ni-meter bro kunne bære 28 ton. Køretøjet fandtes for tungt til affjedringen og konstruktionen blev droppet i 1941. 20 fremstillede enheder blev anvendt af 1., 2., 3., 5. og 10. Panzerdivision i kampagnen i 1940.
- Infanterie Sturmsteg

Infanteri-stormbro, Panzer IV chassis bærende en teleskopisk løbebro. De 2 fremstillede enheder blev brugt i 1940 og under Operation Barbarossa.
- Munitionspanzerwagen IV

Ammunitionskøretøj.
- Munitionsschlepper für Karlgerät

Ammunitionskøretøj til Karl 600 mm-mortér baseret på version D. Kunne bære 3 granater. Var udstyret med en 3-ton elektrisk kran.
- Bergepanzer (1944, 36 produceret)

Et bjærgningskøretøj, i princippet et Panzer IV chassis uden tårn men udstyret med en kran.
- Land-Wasser Schlepper / Panzerfähre

En amfibie-traktor baseret på Panzer IV chassis som bar en stor ponton og en kabine.
- Geschützwagen III/IV

Et forlænget chassis baseret på Panzer IV med Panzer III komponenter, blev anvendt til Nashorn panserjager, Hummel 15 cm selvkørende haubits og Leichte PzH 18/40/2 auf Geschützwagen III/IV (Sf) 10,5 cm selvkørende haubits.
- SG-122A

En Panzer IV blev ombygget som en sovjetisk prototype af selvkørende artilleri, udstyret med en 122 mm haubits

## References
1. ↑  SG-122(A) Self-Propelled Gun Arkiveret 10. januar 2008 hos  Wayback Machine battlefield.ru

- Bryan Perrett, Jim Laurier – Panzerkampfwagen IV Medium Tank, 1936–45, 1999, Osprey Publishing (New Vanguard 28), ISBN 1-85532-843-7.
- Hilary Doyle, Tom Jentz – Panzerkampfwagen IV Ausf. G, H and J, 1942-45, 2001, Osprey Publishing (New Vanguard 39) ISBN 1-84176-183-4

- "Germany's Panzerkampfwagen IV, SdKfz 161". World War II Vehicles. Hentet 3. marts 2004.
- "Panzerkampfwagen IV". Achtung Panzer!. Arkiveret fra originalen 10. november 2006. Hentet 23. juli 2006.
- "Pz. Kpfw.IV". Panzerworld. Hentet 19. april 2005.

## Eksterne links
- Panzer IV på Achtung Panzer! Arkiveret 10. november 2006 hos  Wayback Machine
- Panzer på WWII Vehicles
- AFV Database Arkiveret 6. september 2011 hos  Wayback Machine
- Panzer IV Universe Arkiveret 14. august 2006 hos  Wayback Machine
- Pansergennemtrænings tabel for tyske 75 mm kanoner Arkiveret 6. september 2004 hos  Wayback Machine
- Overlevende Panzer IV tanks – En PDF fil som præsenterer de Panzer IV-tanks som stadig findes verden over